# Louis-Gabriel, Vicomte de Bonald
Louis-Gabriel Ambroise, Vicomte de Bonald * 2. oktober 1754, Le Monna (del regije Millau), Rouergue (sedaj Aveyron), † 23. november 1840, Le Monna, francoski filozof in politik.
Ker se ni strinjal z načeli revolucije, se je leta 1791 pridružil vojski.